# Thor Henning
Thor Henning (n. 13 septembrie 1894, Stockholm, Suedia-Norvegia – d. 7 octombrie 1967, Stockholm, Suedia) a fost un înotător ce a reprezentat Suedia, medaliat olimpic. A participat la 3 ediții ale Jocurilor Olimpice (1912, 1920, 1924) în care a câștigat 3 medalii de argint.